# Elodie
Elodie Di Patrizi (Roma, 3 de mayo de 1990), conocida simplemente como Elodie, es una cantante y actriz italiana.
Finalizada segunda en la decimoquinta edición del concurso de talentos Amici di Maria De Filippi, logró la consagración popular al participar en el Festival de San Remo 2017 con la canción Tutta colpa mia. Participa nuevamente como competidora en 2020 con Andromeda y en 2023 con Due, además de haber ocupado el rol de coanfitriona en la segunda velada de la edición de 2021.
Durante su carrera ha publicado cuatro álbumes de estudio y obtenido numerosas certificaciones de la Federación de la Industria Musical Italiana, así como dos nominaciones a los MTV Europe Music Awards. En 2022 también debutó en el cine interpretando el papel principal en la película Ti mangio il cuore.

## Trayectoria artística

### Primeros años
Elodie Di Patrizi nació en el pueblo romano de Quartaccio de padre italiano (artista callejero) y madre criolla francesa (ex modelo y cubista), originaria de Guadalupe, los padres se separaron cuando Elodie y su hermana menor Fey aún eran muy pequeña.
Asistió a la escuela secundaria sociopedagógica de Roma hasta el quinto año, sin obtener un diploma.
A los 19 años se trasladó a Lecce, donde trabajó en discotecas primero como cubista y luego como cantante.

### 2015-2016: participación enAmiciy debut conUn'altra vita
Elodie debutó en 2015 en el concurso de talentos Amici di Maria De Filippi (donde ya había intentado participar en 2009), quedando en segundo lugar y ganando el Premio della critica giornalista Vodafone y el Premio RTL 102.5 - Amici alla radio . En el mismo período hizo su debut en el mercado musical con el álbum Un'altra vita, producido por Luca Mattioni y Emma Marrone, que alcanzó la segunda posición del FIMI Album Chart, además de ser certificado oro por FIMI por más de 25 000 copias vendidas. El lanzamiento estuvo acompañado por el sencillo homónimo Un'altra vita, escrito por Fabrizio Moro, en la radio desde el 20 de mayo pero ya disponible con la pre-orden del álbum, y que recibió el disco durante la semana 45 del mismo año oro. por más de 25 000 copias vendidas.
El segundo sencillo extraído fue Amore avrai, escrito entre otros por Emma Marrone, que le permitió a Elodie ganar el Premio di puntata - Canzone dell'estate durante el segundo episodio del Festival de Verano. Durante el verano, Elodie estuvo ocupada con Un'altra vita Instore Tour. Además de numerosos eventos de canto, fue invitada el 28 de agosto al concierto de Loredana Bertè en Castiglione della Pescaia con motivo del Amiche Sì Tour 2016 de cantante.
Entre septiembre y octubre de 2016 fue el artista de apertura Adesso Tour de Emma Marrone, actuando también durante el concierto benéfico organizado por Loredana Bertè y Fiorella Mannoia en el Arena di Verona Amiche in Arena. El 23 de septiembre entró en la rotación de radio el tercer y último sencillo del álbum L'imperfezione della vita.

### 2017: primero Sanremo yTutta colpa mia

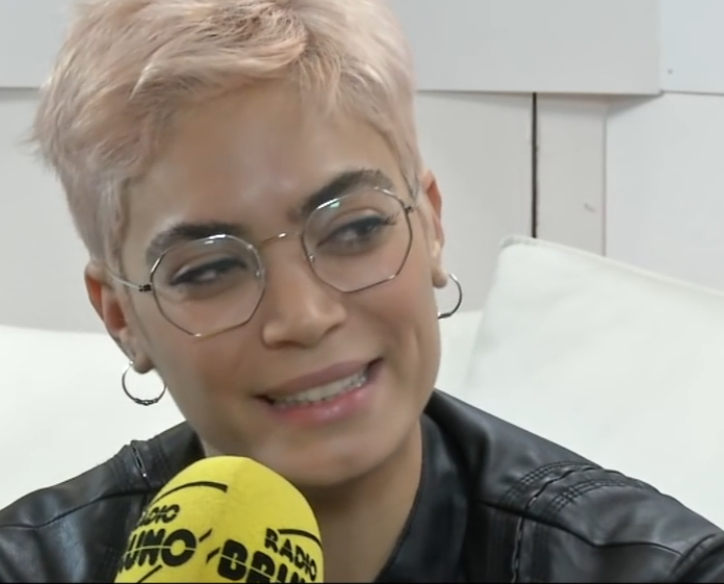
Elodie durante una entrevista en 2017

El 12 de diciembre de 2016, Carlo Conti anunció la participación de Elodie en el Festival de Música de San Remo 2017 con la canción Tutta colpa mia, escrita entre otros por Emma. La canción llegó a la noche final finalizando en el octavo lugar y fue galardonada con el disco de platino por haber superado 50 000 copias vendidas. También como parte del evento, actuó durante la velada dedicada a los covers con la canción Cuando se acaba un amor de Riccardo Cocciante, quedando sexta. Posteriormente, el 24 de enero reveló la portada de su segundo álbum, Tutta colpa mia, lanzado el 17 de febrero siguiente y producido por Luca Mattioni y Emma Marrone, que debuta en la sexta posición del Ranking de Álbumes FIMI. El día del lanzamiento del disco también comienza el Tutta colpa mia Instore Tour. El 25 de enero, Elodie fue invitada al concierto de La Rua en Roma, cantando juntas Un'altra vita y, con Lele, La sera dei miracoli de Lucio Dalla.
El 6 de marzo fue invitada al concierto organizado por Ron en el Teatro dal Verme de Milán en apoyo de AISLA junto a artistas como Nek, Loredana Bertè y Annalisa y cantó la canción Piazza grande con Ron. El 22 de marzo anunció una nueva sociedad con el técnico Fabrizio Giannini. El 5 de abril, Mario Volanti, director de Radio Italia, anuncia su participación en el evento Radio Italia Live el 18 de junio en Milán en la Piazza del Duomo.
El 11 de abril, Francesco Renga anuncia Così diversa, una canción a dúo con Elodie incluida en el nuevo álbum de la cantante titulado Scriverò il tuo nome Live, que se lanzará el 28 del mismo mes. La cantante luego también participa en la película dirigida por Federico Moccia, Non c'è campo, donde canta una canción de su álbum Tutta colpa mia, Semplice. El 26 de abril, la cantante anuncia el lanzamiento del segundo sencillo de Tutta col la mia titulado Verrà da sé, que tuvo lugar el 28 de abril siguiente. El 27 de abril, Elodie es invitada en It's Only Rock'n'Roll en Génova junto con Zibba. El 5 de mayo se anunció su presencia en los Wind Music Awards 2017 que se llevaron a cabo el 5 y 6 de junio en el Arena di Verona.
Luego, la cantante participó en las cinco etapas en las arenas de Escribiré tu nombre en vivo (5 de mayo en Milán, 16 de mayo en Nápoles, 18 de mayo en Florencia, 20 de mayo en Turín y 22 de mayo en Bolonia) de Francesco Renga como del huésped que llega; juntos cantan su canción Così diversa y Elodie interpreta las notas de Tutta colpa mia. El 8 de mayo se estrenó el videoclip del sencillo Verrà da sé, el segundo extracto del disco Tutto col la mia, que tuvo una acogida positiva por parte de las radios. El 26 de mayo participa como invitado en el Pace Tour 2017 de Fabrizio Moro en Roma mientras que el 27 de mayo está presente en los TIM MTV Awards en Roma. El 5 de junio estuvo presente en el Arena de Verona con motivo del Wind Music Award donde recogió el premio por haber alcanzado el disco de oro con su álbum Un'altra vita, mientras que el 10 de junio fue invitada en Asís para el programa televisión Con il cuore - Nel nome di Francesco en directo por Rai 1. El 18 de junio fue invitada a Radio Italia Live, el concierto organizado por Radio Italia en la Piazza del Duomo de Milán donde cantó Tutta colpa mia. El 6 de octubre se publicó la pieza Semplice escrita por Amati y Federica Abbate como tercer fragmento de Tutta Fault Mia. El 31 de diciembre de 2017, Elodie estuvo entre los invitados de la segunda edición de Capodanno in musica celebrada en el Unipol Arena de Bolonia, retransmitida por Canale 5.

### 2018-2019: grandes éxitos y colaboraciones
El 9 de mayo de 2018, la cantante reveló que el nuevo sencillo Nero Bali sería lanzado el 18 de mayo del mismo año. La canción contó con la participación vocal de Michele Bravi y Gué Pequeno y fue promocionada como parte de la sexta edición del Festival de Verano. Después de catorce semanas en las listas FIMI, Nero Bali le da a la cantante su primera entrada en el top 10 de los singles más comprados en Italia. El 12 de octubre siguiente, lanzó el sencillo Rambla en colaboración con Ghemon.
El 15 de marzo de 2019, Elodie colaboró con The Kolors en el sencillo Pensare male. La canción se distribuyó en todas las plataformas digitales alcanzando los picos más altos de las listas y en una semana volvió al top 20 en la radio entre las canciones más difundidas; después de dos semanas es la novena canción más reproducida. El 6 de junio de 2019, Elodie anuncia el sencillo Margarita, producido por Takagi & Ketra a dúo con el rapero Marracash, distribuido en todas las plataformas digitales a partir del 12 de junio siguiente y seguido 24 horas después del lanzamiento del videoclip relacionado. El 22 de julio de 2019, los sencillos Margarita, Pensare masculino y Nero Bali fueron certificados oro, platino y doble platino respectivamente. El 20 de agosto, Margarita fue certificada platino por más de 50 000 copias vendidas. El 22 de agosto, Margarita entra en el top 10 de Spotify alcanzando así el top 10 de todos los rankings existentes en Italia durante todo el verano; luego fue certificado triple platino en septiembre de 2021 por más de 210 000 copias vendidas. El 3 de septiembre, Elodie forma parte del jurado del Festival Castrocaro 2019 transmitido por Rai 2, conducido por Stefano De Martino y Belén Rodríguez.
El 2 de octubre Elodie colabora con Lazza y Tedua en una versión para piano y voz totalmente inédita de la ya conocida canción Catrame, para luego grabar la nueva versión de Le ragazze di Porta Venezia con Myss Keta, con quien ya había colaborado. en 2018, apareciendo en el video del sencillo Monica de Myss Keta. El 31 de diciembre participó nuevamente en Capodanno in musica  presentada por Federica Panicucci en vivo desde Bari en Canale 5.

### 2020-2021: doble Sanremo yThis Is Elodie
El 31 de diciembre de 2019 se anunció su participación en el Festival de Música de Sanremo 2020. El 6 de enero, en el episodio de Soliti Ignoti Speciale Lotteria Italia presentado por Amadeus, Elodie revela que la canción de Sanremo se titularía Andromeda, escrita por Mahmood y Dardust. Con la canción, la cantante ocupa el séptimo lugar en el ranking final del evento.
El tercer álbum de estudio de la cantante, This Is Elodie, se lanza el 31 de enero en las tiendas digitales de música y el 7 de febrero en formato físico. Al final del año, el disco fue el álbum más vendido por una mujer en Italia, colocando dos canciones en el top 10 de las radios en 2020 y otras tantas en 2019. Incluso antes de su publicación, se extrajeron las canciones Non è la fine, en la que Elodie hace dueto con el rapero Gemitaiz, y Mal di testa, junto a Fabri Fibra. Tanto el álbum como el sencillo Andromeda debutaron en la sexta posición de las respectivas listas FIMI. Posteriormente, el álbum recibió la certificación de platino por superar 50 000 unidades vendidas.
El tercer álbum de estudio de la cantante, This Is Elodie, se lanza el 31 de enero en las tiendas digitales de música y el 7 de febrero en formato físico. Al final del año, el disco fue el álbum más vendido por una mujer en Italia, colocando dos canciones en el top 10 de las radios en 2020 y otras tantas en 2019. Incluso antes de su publicación, se extrajeron las canciones Non è la fine, en la que Elodie hace dueto con el rapero Gemitaiz, y Mal di testa, junto a Fabri Fibra. Tanto el álbum como el sencillo Andromeda debutaron en la sexta posición de las respectivas listas FIMI. Posteriormente, el álbum recibió la certificación de platino por superar 50 000 unidades vendidas.
El 21 de febrero, Elodie alcanza la primera posición con Andrómeda entre las canciones más difundidas en la radio de la semana y posteriormente recibe la certificación de disco de platino de la FIMI por más de 70 000 copias vendidas. En virtud de los éxitos obtenidos, la revista Vogue escribió un artículo para Elodie llamándola cantante italiana en lo más alto de las listas y musa de la marca Versace. Se anuncian las fechas en vivo previstas para el mes de abril, las cuales se han pospuesto debido a la pandemia de COVID-19. Mientras tanto, la cantante participa en el supergrupo italiano Allstars 4 Life que reunió a más de cincuenta artistas italianos para la grabación de la canción Ma il cielo è semper blu, versión coral de la canción de Rino Gaetano. Las ganancias del sencillo, lanzado el 8 de mayo, se donan a la Cruz Roja Italiana para apoyar el proyecto Il Tempo della Gentilezza. El 13 de mayo se estrenó el inédito Guaranà, al que siguió en junio el sencillo Ciclone del dúo Takagi & Ketra con Elodie, el cuarto tema de la artista en alcanzar el top 10 del ranking FIMI. Los sencillos lograron un gran éxito durante el verano y ambos fueron certificados como doble platino por la FIMI.
El 8 de octubre, Elodie colaboró con Carl Brave en la canción Parli parli, certificado platino por las 70 000 copias vendidas. En noviembre siguiente presentó el proyecto navideño This Is Elodie (X Christmas EP), lanzado en diciembre en colaboración con Save the Children y OVS, compuesto por algunos singles del tercer álbum en una versión íntima.
El 3 de marzo de 2021 vuelve al escenario del Festival de San Remo junto a Amadeus y Fiorello en la dirección de la velada y también actuando con un medley compuesto por canciones de su repertorio y exitosos singles italianos con samples de Beyoncé, Raffaella Carrà, Madonna, Loredana Bertè, Gianna Nannini, Ivana Spagna y Mahmood.
El 18 de junio de 2021 se distribuye en la plataforma Prime Video la segunda temporada del programa de televisión Celebrity Hunted: Caccia all'uomo, del cual Elodie fue competidora y ganadora junto a su colega y amiga Myss Keta. El 21 de septiembre de 2021 Vanity Fair publica la primera portada hecha de NFT, que presenta a la cantante y fue creada con la startup Valuart y vendida en subasta por $ 25 000.

### 2021-presente:Ti mangio il cuoreyOK.Respira

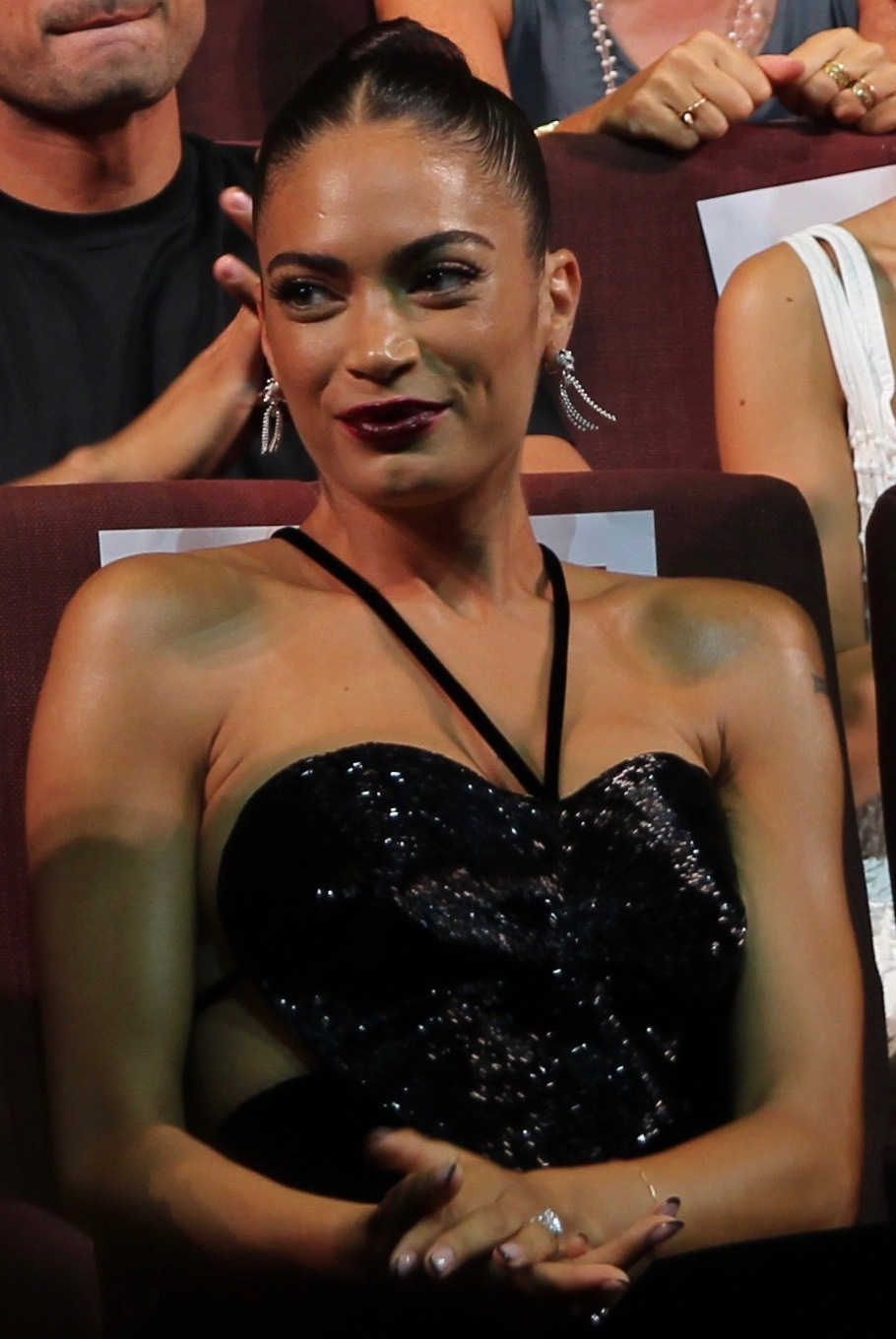
Elodie durante el estreno de Ti mangio il cuore en el Festival de Cine de Venecia 2022

El 24 de septiembre de 2021 se lanzó el sencillo Vertigine, el primero del cuarto álbum del artista. El FIMI ha certificado la canción platino por las 100 000 copias vendidas y en el ranking radiofónico de fin de año figura entre los cincuenta sencillos más pasados de 2021. Contextualmente, la cantante confirmó la participación en el proceso de elaboración del nuevo disco de artistas del calibre de Elisa Toffoli, exautora de Vertigine, Mahmood y Marracash.
En septiembre del mismo año fue invitada al programa Da grande, en el que cantó Vertigine en directo por primera vez y rindió homenaje a Raffaella Carrà cantando Pedro, A far l'amore comincia tu, Tanti auguri y Tuca tuca. El 5 de octubre de 2021 presentó el primer episodio de la nueva edición de Le Iene junto a Nicola Savino. El 3 de diciembre siguiente, junto con Rkomi, lanzó el sencillo La coda del diavolo, que alcanzó la cima de los Top Singles, marcando el primer número uno para el cantante.
En 2021, también obtuvo el papel principal en la película Ti mangio il cuore, dirigida por Pippo Mezzapesa. Tras ser proyectada durante el festival Marateale en julio de 2022, la película se presentó en competición en la sección horizontes del 79.º Festival Internacional de Cine de Venecia el 4 de septiembre siguiente y se distribuyó en los cines italianos a partir del 22 del mismo mes.; También se anuncia el sencillo Proiettili (ti mangio il cuore) en colaboración con Joan Thiele y escrito con Elisa, que se estrena el 16 de septiembre de 2022 y forma parte de la banda sonora de la película.
En febrero de 2022 se lanzó el álbum de Elisa Back to the Future / Back to the Future, en el que está presente la canción July, en la que también colaboró Elodie, junto a Giorgia y Roshelle. El 9 de marzo, Elodie puso a disposición el segundo sencillo extraído de su cuarto álbum, o Bagno a mezzanotte, escrito nuevamente por Elisa. El 21 de mayo siguiente, participó en Radio Italia Live - Il concerto en la Piazza Duomo de Milán cantando las canciones Guaranà, Vertigine y Bagno a mezzanotte, además de apoyar a Rkomi en La coda del Diavolo. El 29 de mayo siguiente confirmó el lanzamiento del sencillo Tribale mientras participaba en el programa de televisión Che tempo che fa, que transmitía un adelanto de algunas imágenes del video filmado en Nápoles; el sencillo fue lanzado el 10 de junio siguiente, coincidiendo con el lanzamiento del video relacionado. El 26 de junio actuó como parte de Elodie Live 2022 en el Circolo Magnolia de Milán, y luego participó en varios festivales de música de verano como Battiti Live, el Summer Festival, el RTL 102.5 Power Hits, Party Like a Deejay, Radio Zeta Future Hits Live 2022 y Notte della Taranta. En la víspera de Año Nuevo de 2023 también participó en el evento Rome Restarts 2023 en el Circus Maximus de Roma junto con Franco126, Madame y Sangiovanni.
En 2023, la cantante participó en la 73.ª edición del Festival de Sanremo con la canción Due, que finalizó novena al final del evento, siendo también parte de la lista de canciones del cuarto álbum. Este último, titulado OK. Respira, fue lanzado el 10 de febrero de 2023 y también fue promocionado por el sencillo del mismo nombre, lanzado el 9 de diciembre de 2022, y por la canción Purple in the Sky. El disco también estará promocionado por la docu-serie Sento ancora la vertigine, distribuida en Amazon Prime Video el 20 de febrero de 2023, y por un concierto que tendrá lugar en el Mediolanum Forum de Assago el próximo 12 de mayo.

## Influencias musicales
Entre sus influencias musicales, Elodie cita a Etta James, Raf, Kaytranada, Nina Simone, Carmen McRae, Miley Cyrus, Giorgia y Lucio Battisti. En una entrevista para la Repubblica, la cantante enmarcó a Mina como la artista de referencia, definiéndola como una mujer tan libre y fuerte.
En una entrevista con Vanity Fair, Elodie, además de mencionar a Raffaella Carrà, Anna Oxa y Rettore como tres artistas poderosas, son talentos internacionales, no solo italianos, relata su aprecio por la cantautora Elisa, declarando: Yo Estoy artísticamente enamorado de ella. Canta, escribe, toca, ha grabado un disco en inglés, es buena en la tele, siempre se reinventa.

## Vida personal
Entre 2016 y 2018, Elodie estuvo vinculada sentimentalmente con su colega Lele, conocida durante el programa Amici di Maria De Filippi. Del 2019 al 2021 estuvo vinculada con el rapero Marracash. La historia de amor terminó en el verano de 2021, aunque Elodie y Marracash siguieron siendo amigos y continuaron trabajando juntos, tanto para la realización del cuarto álbum de Elodie como para el video Crazy Love de Marracash y la portada del álbum del rapero, que lo ve junto a Elodie en un retrato familiar. En 2022 mantuvo una breve relación con el exmodelo Davide Rossi, mientras que desde otoño de 2022 se la vincula sentimentalmente con el piloto de motos Andrea Iannone.

### Ubicaciones
Elodie es una ferviente y convencida defensora de los derechos y reivindicaciones de las comunidades LGBTQIA+ (junto a su hermana Fey, que es abiertamente homosexual) y en junio de 2022 fue madrina de la Marcha del orgullo de Roma, evento en el que su sencillo Bagno a la medianoche se utilizó como himno. También ha criticado repetidamente las políticas de los derechistas italianos Giorgia Meloni y Matteo Salvini.

## Discografía

### Álbumes de estudio
| Año                                                                         | Título | Tablas de clasificación | Tablas de clasificación | Certificaciones |
| Año                                                                         | Título | ITA                     | SWI                     | Certificaciones |
| --------------------------------------------------------------------------- | --- | ----------------------- | ----------------------- | --------------- |
| 2016                                                                        | Un'altra vita - Publicado: 20 de mayo de 2016 - Etiqueta: Universal Music Italy - Formatos: CD, LP, descarga digital, transmisión                | 2                       | 86                      | - ITA: Oro      |
| 2017                                                                        | Tutta colpa mia - Publicado: 17 de febrero de 2017 - Etiqueta: Universal Music Italy - Formatos: CD, LP, descarga digital, transmisión           | 6                       | —                       |                 |
| 2020                                                                        | This Is Elodie - Publicado: 31 de enero de 2020 - Etiqueta: Island Records - Formatos: CD, descarga digital, corriente                           | 6                       | —                       | - ITA: Platino  |
| 2023                                                                        | OK. Respira - Publicado: 10 de febrero de 2023 - Etiqueta: Double Trouble Club, Island Records - Formatos: CD, LP, descarga digital, transmisión | 4                       | —                       |                 |
| "—" denota un lanzamiento que no está calificado o no se lanzó en ese país. | |                         |                         |                 |

### Extended play
| Año  | Título |
| ---- | --- |
| 2020 | This Is Elodie X Christmas EP - Publicado: 10 de diciembre de 2020 - Etiqueta: Island Records - Formatos: CD, 12", descarga digital, transmisión |

### Individual

#### Como artista principal
| Año                                                                         | Título                                                                                  | Tablas de clasificación | Tablas de clasificación | Certificaciones    | Álbumes de origen |
| Año                                                                         | Título                                                                                  | ITA                     | SWI                     | Certificaciones    | Álbumes de origen |
| --------------------------------------------------------------------------- | --------------------------------------------------------------------------------------- | ----------------------- | ----------------------- | ------------------ | ----------------- |
| 2016                                                                        | Un'altra vita                                                                           | 33                      | —                       | - ITA: Oro         | Un'altra vita     |
| 2016                                                                        | Amore avrai                                                                             | —                       | —                       |                    | Un'altra vita     |
| 2016                                                                        | L'imperfezione della vita                                                               | —                       | —                       |                    | Un'altra vita     |
| 2017                                                                        | Tutta colpa mia                                                                         | 12                      | —                       | - ITA: Platino     | Tutta colpa mia   |
| 2017                                                                        | Verrà da sé                                                                             | —                       | —                       |                    | Tutta colpa mia   |
| 2017                                                                        | Semplice                                                                                | —                       | —                       |                    | Tutta colpa mia   |
| 2018                                                                        | Nero Bali (con Michele Bravi e Gué Pequeno)                                             | 10                      | —                       | - ITA: Platino (2) | This Is Elodie    |
| 2018                                                                        | Rambla (feat. Ghemon)                                                                   | —                       | —                       |                    | This Is Elodie    |
| 2019                                                                        | Pensare male (con i The Kolors)                                                         | 24                      | —                       | - ITA: Platino     | This Is Elodie    |
| 2019                                                                        | Margarita (con Marracash)                                                               | 6                       | —                       | - ITA: Platino (3) | This Is Elodie    |
| 2020                                                                        | Non è la fine (feat. Gemitaiz)                                                          | 63                      | —                       |                    | This Is Elodie    |
| 2020                                                                        | Mal di testa (feat. Fabri Fibra)                                                        | 76                      | —                       |                    | This Is Elodie    |
| 2020                                                                        | Andromeda                                                                               | 6                       | —                       | - ITA: Platino     | This Is Elodie    |
| 2020                                                                        | Guaranà                                                                                 | 13                      | —                       | - ITA: Platino (2) | This Is Elodie    |
| 2020                                                                        | Ciclone(con Takagi & Ketra e Mariah feat. Gipsy Kings, Nicolás Reyes e Tonino Baliardo) | 9                       | —                       | - ITA: Platino (2) | /                 |
| 2021                                                                        | Vertigine                                                                               | 40                      | —                       | - ITA: Platino     | OK. Respira       |
| 2022                                                                        | Bagno a mezzanotte                                                                      | 4                       | —                       | - ITA: Platino (3) | OK. Respira       |
| 2022                                                                        | Tribale                                                                                 | 13                      | —                       | - ITA: Platino (2) | OK. Respira       |
| 2022                                                                        | Proiettili (ti mangio il cuore) (con Joan Thiele)                                       | —                       | —                       |                    | OK. Respira       |
| 2022                                                                        | OK. Respira                                                                             | 45                      | —                       |                    | OK. Respira       |
| 2023                                                                        | Purple in the Sky                                                                       | —                       | —                       |                    | OK. Respira       |
| 2023                                                                        | Due                                                                                     | 7                       | 67                      | - ITA: Oro         | OK. Respira       |
| "—" denota un lanzamiento que no está calificado o no se lanzó en ese país. |                                                                                         |                         |                         |                    |                   |

#### Como artista invitada
| Año                                                                         | Título | Tablas de clasificación | Tablas de clasificación | Certificaciones | Álbumes de origen |
| Año                                                                         | Título | ITA                     | SWI                     | Certificaciones | Álbumes de origen |
| --------------------------------------------------------------------------- | --- | ----------------------- | ----------------------- | --------------- | ----------------- |
| 2018                                                                        | Quando stiamo bene (Zibba feat. Elodie)                                                                          | —                       |                         | Le cose         |                   |
| 2019                                                                        | Le ragazze di Porta Venezia - The Manifesto (Myss Keta feat. La Pina, Elodie, Priestess, Joan Thiele e Roshelle) | —                       |                         | /               |                   |
| 2020                                                                        | Parli parli (Carl Brave feat. Elodie)                                                                            | 34                      | - ITA: Platino          | Coraggio        |                   |
| 2021                                                                        | La coda del diavolo (Rkomi feat. Elodie)                                                                         | 1                       | - ITA: Platino (5)      | Taxi Driver     |                   |
| "—" denota un lanzamiento que no está calificado o no se lanzó en ese país. | |                         |                         |                 |                   |

### Colaboraciones
| Año  | Título                                | Artista | Álbumes de origen                      |
| ---- | ------------------------------------- | --- | -------------------------------------- |
| 2016 | Stiamo come stiamo (Live)             | Loredana Bertè | Amiche in Arena                        |
| 2016 | Io di te non ho paura (Live)          | Emma Marrone | Amiche in Arena                        |
| 2016 | Amici non ne ho (Live)                | Loredana Bertè (feat. Fiorella Mannoia, Noemi, Elisa, Emma Marrone, Irene Grandi, Irene Fornaciari, Alessandra Amoroso, Patty Pravo, Nina Zilli, Gianna Nannini, Bianca Atzei, Aida Cooper, Paola Turci e Antonella Lo Coco) | Amiche in Arena                        |
| 2016 | Quello che le donne non dicono (Live) | Loredana Bertè (feat. Fiorella Mannoia, Noemi, Elisa, Emma Marrone, Irene Grandi, Irene Fornaciari, Alessandra Amoroso, Patty Pravo, Nina Zilli, Gianna Nannini, Bianca Atzei, Aida Cooper, Paola Turci e Antonella Lo Coco) | Amiche in Arena                        |
| 2017 | Così diversa                          | Francesco Renga | Scriverò il tuo nome Live              |
| 2018 | Sobrio                                | Gué Pequeno | Sinatra                                |
| 2018 | Vola mio mini pony                    | Cristina D'Avena | Duets Forever - Tutti cantano Cristina |
| 2019 | Le ragazze di Porta Venezia (Remix)   | Myss Keta (feat. Joan Thiele e Priestess) | Paprika                                |
| 2019 | Friday Night                          | Burak Yeter | /                                      |
| 2019 | Catrame (Piano Solo)                  | Lazza (feat. Tedua) | Re Mida                                |
| 2020 | Lontana da te                         | Priestess | Rendez-vous                            |
| 2020 | Ma il cielo è sempre blu              | Italian Allstars 4 Life | /                                      |
| 2021 | Xy                                    | Margherita Vicario | Bingo                                  |
| 2021 | Dimmi di sbagliato che c'è 2021       | Sottotono | Originali                              |
| 2022 | Luglio                                | Elisa (feat. Giorgia e Roshelle) | Ritorno al futuro/Back to the Future   |
| 2022 | Vertigine (Live)                      | Elisa | Back to the Future Live                |
| 2022 | Bagno a mezzanotte (Live)             | Elisa | Back to the Future Live                |
| 2022 | Luglio (Live)                         | Elisa (feat. Giorgia e Roshelle) | Back to the Future Live                |
| 2023 | Anche Stasera                         | Sfera Ebbasta | X2VR                                   |

### Recorrido
- 2020 – This Is Summer
- 2022 – Elodie Live 2022

### Videografía

#### Video musical
| Año  | Título                                      | Director             |
| ---- | ------------------------------------------- | -------------------- |
| 2016 | Amore avrai                                 | Luisa Carcavale      |
| 2016 | L'imperfezione della vita                   | Alessandra Alfieri   |
| 2017 | Tutta colpa mia                             | Gaetano Morbioli     |
| 2017 | Verrà da sé                                 | Gaetano Morbioli     |
| 2017 | Semplice                                    | Gaetano Morbioli     |
| 2018 | Quando stiamo bene                          | Megan Stancanelli    |
| 2018 | Nero Bali                                   | Enea Colombi         |
| 2018 | Rambla                                      | Enea Colombi         |
| 2019 | Pensare male                                | Attilio Cusani       |
| 2019 | Margarita                                   | Attilio Cusani       |
| 2019 | Le ragazze di Porta Venezia - The Manifesto | Simone Romellini     |
| 2020 | Non è la fine                               | Attilio Cusani       |
| 2020 | Mal di testa (Hangover Video)               | /                    |
| 2020 | Andromeda                                   | Attilio Cusani       |
| 2020 | Diamanti                                    | Dario Garegnani      |
| 2020 | Guaranà                                     | Attilio Cusani       |
| 2020 | Ciclone                                     | YouNuts!             |
| 2020 | Parli parli                                 | Fabrizio Conte       |
| 2021 | Vertigine (Visual)                          | Attilio Cusani       |
| 2021 | Vertigine (Official Performance)            | Attilio Cusani       |
| 2022 | Bagno a mezzanotte                          | The Morelli Brothers |
| 2022 | Tribale                                     | Attilio Cusani       |
| 2022 | Tribale (Dance Video)                       | Attilio Cusani       |
| 2022 | Proiettili (ti mangio il cuore)             | Roberto Ortu         |
| 2022 | Proiettili (Live Performance)               | Jim Wilmont          |
| 2022 | OK. Respira                                 | Giampaolo Sgura      |
| 2023 | Purple in the Sky (Visual)                  | /                    |
| 2023 | Due                                         | Giampaolo Sgura      |

## Filmografía

### Cine
| Año  | Título             | Personaje           | Director        |
| ---- | ------------------ | ------------------- | --------------- |
| 2017 | Non c'è campo      | Elodie              | Federico Moccia |
| 2022 | Ti mangio il cuore | Marilena Camporeale | Pippo Mezzapesa |

### Televisión
| Año  | Título                    | Director          |
| ---- | ------------------------- | ----------------- |
| 2023 | Sento ancora la vertigine | Nicola Sorcinelli |

### Actriz de voz
| Año  | Título            | Director   |
| ---- | ----------------- | ---------- |
| 2020 | Trolls World Tour | Walt Dohrn |

### Video musical
| Año  | Título             | Artista                | Director        |
| ---- | ------------------ | ---------------------- | --------------- |
| 2012 | La risposta        | Luchè                  | Mauro Russo     |
| 2015 | Beautiful disaster | Fedez y Mika           | Mauro Russo     |
| 2018 | Monica             | Myss Keta              | Motel Forlanini |
| 2020 | La mia hit         | J-Ax, feat Max Pezzali | Fabrizio Conte  |
| 2021 | Crazy Love         | Marracash              | Giulio Rosati   |

## Premios y reconocimientos
- 2016 – Amici di Maria De Filippi – Premio Vodafone de Crítica Periodística
- 2016 – Amici di Maria De Filippi – Premio RTL 102.5 - Amigos en la radio con Un'altra vita
- 2016 – Festival de Verano - Premio Stake - Canción de verano con Amore avrai (2.º episodio)
- 2017 – Wind Music Award - Premio disco de oro por el álbum Un'altra vita
- 2019 – MTV Europe Music Awards – Nominación en la categoría Mejor Actuación Italiana
- 2022 – TIM Music Awards - Premio individual multiplatino por La coda del diavolo (con Rkomi)
- 2022 – TIM Music Awards - Premio individual multiplatino por Bagno a mezzanotte
- 2022 – TIM Music Awards – Premio EarOne
- 2022 – Especial WiCa – Por el personaje de Marilena en Ti mangio il cuore[106]
- 2022 – MTV Europe Music Awards – Nominación en la categoría Mejor Actuación Italiana
- 2022 – Ciak d'oro – Revelación del año por Me como tu corazón[107]
- 2023 – Bif&st - Premio a la actriz revelación por su debut en Me como tu corazón[108]